# Parc national de Santa Teresa
Le parc national de Santa Teresa est un parc national d'Uruguay, situé dans le département de Rocha, le long de la côte atlantique, au nord de la ville Punta del Diablo. Il a été créé le 26 décembre 1927.
Le parc abrite la forteresse de Santa Teresa (en).
Le parc est géré par le Service de Parcs de l'Armée